# Imigração húngara em Peru

Hungria e Peru

## História
Os primórdios da imigração húngara no Peru remontam ao século XVIII, com a chegada de religiosos oriundos do Reino da Hungria. Entre eles destacam-se João Zakariás, Carlos Brentán, Francisco Xavier Éder e João Rér, cujas contribuições foram fundamentais para o desenvolvimento científico do Virreinato do Peru. O matemático e cosmógrafo João Rér teve um papel relevante na reconstrução da Catedral de Lima e da igreja de Santiago Apóstol de Surco após o terremoto de 1746. No século XX, ocorreu uma nova onda migratória de húngaros para o Peru, muitos deles fugindo dos conflitos na Europa. Entre os imigrantes notáveis destaca-se Lajos Ébneth, artista da Bauhaus, cujas obras podem ser apreciadas no Parque Salazar, em Miraflores, Lima. A grande maioria dos húngaros estabeleceram-se em Lima, mas alguns chegaram até a selva central peruana como Villa Rica e Satipo.

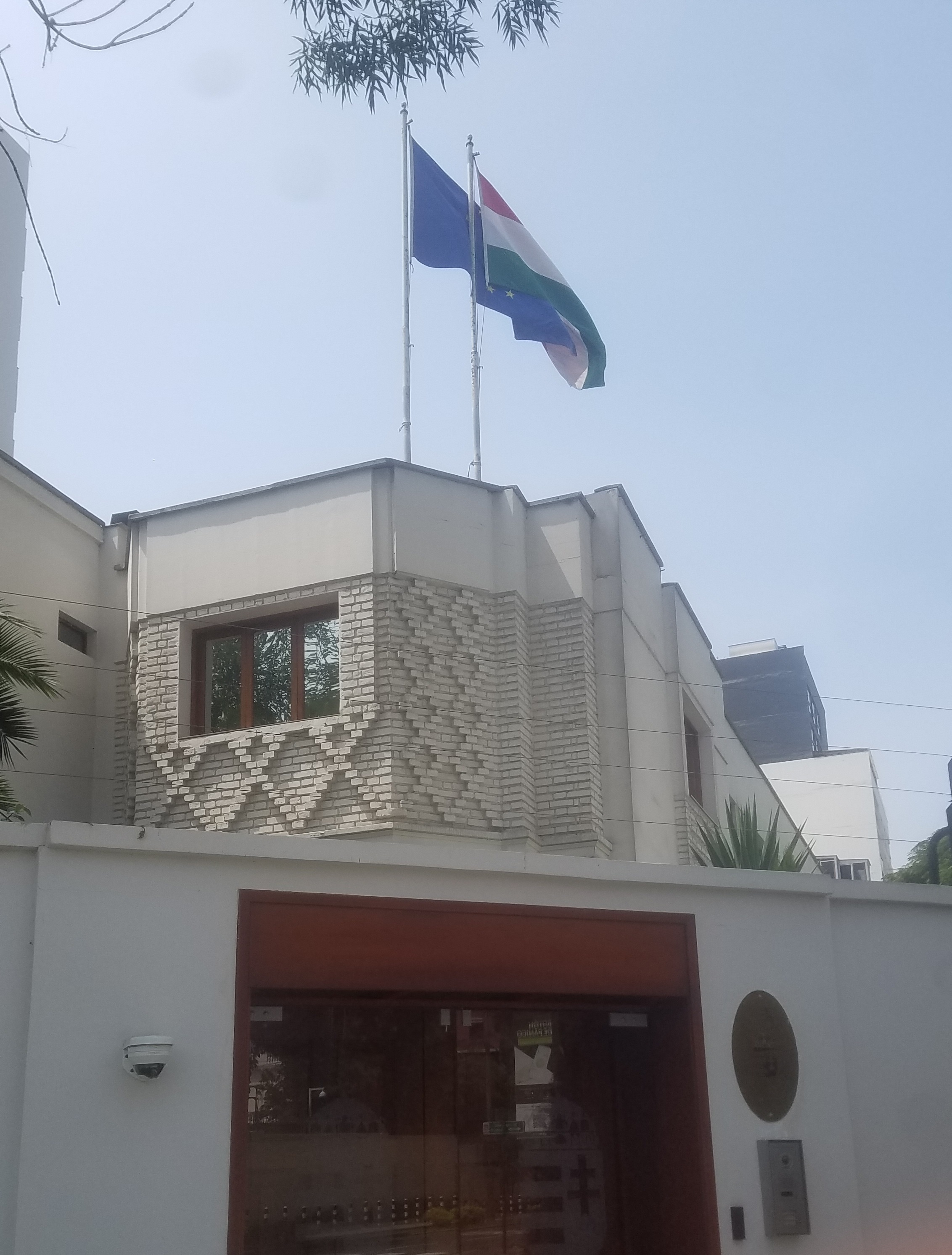
Embaixada da Hungria, Lima

Hungria e Peru estabeleceram relações diplomáticas em 1969. O Dia da Amizade Húngaro-Peruana é celebrado em 16 de agosto. Hungria mantém uma embaixada em Lima, cujo embaixador desde 2023 é András Beck, enquanto Peru possui uma embaixada em Budapeste, com Edgard Pérez Alván como embaixador desde 2023.

## Atualidade
- Nos últimos tempos, a comunidade húngara no Peru também tem sido representada por descendentes de migrantes húngaros, entre eles:
  - Miklós Lukács de Perény,     académico e pensador conservador,
  - László Kovács, actor conhecido     por seu papel de Tito na série televisiva Al fondo hay sitio,
  - Ruth     Shady, arqueóloga e máxima experiente da civilização caral,
  - Antonella León (@antoleon13), autora e     conhecida influencer de Instagram.  A organização que reúne descendentes e residentes húngaros no Peru é o Círculo Húngaro do Peru, fundado em 20 de agosto de 1939 e refundado em 17 de outubro de 2024. Sua missão é promover a cultura e as tradições húngaras no país. Faz parte da Federação de Associações Húngaras da América Latina (LAMOSZSZ) e do Conselho da Diáspora do Assembleia Nacional da Hungria. Sua presidenta é Kinga Ferencz.